# San Carlos del Zulia
San Carlos del Zulia é uma cidade venezuelana, capital do município de Colón (Zulia).